# Ивачево (Башкортостан)
Ивачево (мар. Йывачъял; баш. Ивачев) — село в Дюртюлинском районе Республики Башкортостан Российской Федерации. Входит в состав Куккуяновского сельсовета.

## География

### Географическое положение
Расстояние до:
- районного центра (Дюртюли): 26 км,
- центра сельсовета (Куккуяново): 4 км,
- ближайшей ж/д станции (Уфа): 97 км.

## Население
| 2002 | 2009 | 2010 |
| ---- | ---- | ---- |
| 510  | ↗567 | ↘541 |

### Национальный состав
Согласно переписи 2002 года, преобладающая национальность — марийцы (97 %).